# Prokop Miroslav Haškovec
Prokop Miroslav Haškovec (1. února 1876 Bechyně – 20. prosince 1935 Brno) byl český literární historik, profesor románské filologie a překladatel. Jeho bratrem byl zakladatel československé neurologie Ladislav Haškovec, jeho synem byl pedagog Jiří Haškovec.

## Biografie
Pocházel z rodiny krejčího a obchodníka Antonína Haškovce a jeho manželky Marie. Po studiu gymnázia v Jindřichově Hradci a v Českých Budějovicích absolvoval studium dějin literatury a románské filologie na filozofické fakultě Karlo-Ferdinandovy univerzity v Praze, kde 13. října 1904 obhájil disertační práci s titulem O vývoji moderních literatur a byl promován doktorem filozofie. Jeho promotorem byl František Drtina. Pokračoval ve studiu na univerzitách v Paříži a v německém Heidelbergu. Jako žák Jana Gebauera, Jana Urbana Jarníka a také Josefa Zubatého na UK se začal zejména zajímat o srovnávací filologii (komparatistiku) a významní pedagogové ještě více podpořili jeho lingvistickou zvídavost.
Po studiích nastoupil pedagogickou dráhu jako středoškolský profesor v Pardubicích, Českých Budějovicích a v Praze, kde pak působil (od 1908) jako docent francouzské literatury UK. V roce 1920 přešel jako řádný profesor románské filologie na Masarykovu univerzitu v Brně, v letech 1925–1926 zde byl děkanem filozofické fakulty.
Profesor Haškovec byl iniciátor-zakladatel (v letech 1908–1909) překladatelské skupiny Jihočeská Theléma – kroužku mladých romanistů; publikoval (např. práce Rabelais, studie literárně historická, Byla-li George Sandová v Čechách, …); byl také spoluredaktorem či redaktorem a účastnil se bohatého spolkového života; v letech 1918–1921 byl předsedou Cercle francais de Praque a poté v Brně předsedou Alliance Francaise, jako student založil a byl předsedou Českoruského sdružení.
Jako badatel, romanista a překladatel se Prokop M. Haškovec zaměřoval zejména na starší francouzskou literaturu; věnoval se i francouzsko-českým literárním a kulturním stykům a za své zásluhy o propagaci kulturních styků byl jmenován rytířem Řádu čestné legie, za svoji činnost v prohlubování a utužování styků také řádem sv. Sávy.

## Dílo
- V dvojím zrcadle: literární stati (1916) Dostupné online